# Fössta tossdan i mass
Fössta tossdan i mass, på rikssvenska första torsdagen i mars, firas sedan 2010 som inofficiell högtidsdag för de småländska dialekterna. Dagen valdes för att den innehåller många "R" före "S", vilket gör att frasen lyfter fram en särprägel för flera småländska dialekter, framför allt i områdena kring Jönköping. Dagen kallas också Smålands nationaldag.

## Bakgrund
Företeelsen började i Stockholm som en skämtsam hyllning till dialekten och grundades av Jonas Svenningson och hans syster, uppvuxna i Jönköping, vars faster hade sagt ”fössta mass” på bred dialekt. De byggde vidare på detta med ”tossdan” och började fira ”fössta tossdan i mass” sinsemellan. Den 25 februari 2010 startade Jonas Svenningson en sida på Facebook med namnet Fössta Tossdan i Mass.  Den 3 mars 2010 önskade sidan sina följare en ”Glad Fössta Tossdan i Mass” och samma dag nådde sidan 500 följare.
Syskonen arbetade på Scandinavian Photo i Johanneshov, Stockholm och införde där traditionen att fira första torsdagen i mars med marsipantårta ("massipantååta").
Den 1 mars 2012 publicerade facebooksidan den första bilden på en marsipantårta med dagens namn skrivet ovanpå, en tårta Svenningson specialbeställt från ett konditori i Stockholm. Konceptet spreds via facebookgruppen även till själva dialektområdet, och samma dag uppmärksammades firandet för första gången i nyheter, av P4 Jönköping. 
En del utökningar av vad firandet ska innefatta har senare tillkommit, som att dricka ”bäss”, eller se filmer från dialektområdena såsom Åsa-Nisse eller Emil i Lönneberga. Firandet av Fössta tossdan i mass började vinna spridning i massmedia från 2016, och den ökade kännedomen om dagen har gett den en inofficiell status som Smålands nationaldag.
Den 4 mars 2021 startade Smålands turism, Region Kalmar län i Kalmar samt Destination Småland i Kronoberg tillsammans en kampanj för att dra uppmärksamhet åt Småland som turistdestination på sociala medier. Kampanjen fokuserade på att fira ”Smålands nationaldag” med tårta och småländska uttryck. 
Den ursprungliga Facebook-gruppen är ännu aktiv och hade vid firandet av dagen år 2025 nått drygt 8000 följare. 